# Nguyễn Hữu Đang
Pour les articles homonymes, voir Nguyễn.
Nguyễn Hữu Đang, plus connu sous son nom de plume Phạm Đình Thái, né le 15 août 1913 à Vũ Công (district de Kiến Xương, province de Thái Bình) et mort le 8 février 2007 à Hanoï, est un journaliste et poète vietnamien. Il est un des cinq membres les plus actifs du mouvement Nhân Văn–Giai Phẩm (en), avec Lưu Thị Yến, Trần Thiện Bảo, Phan Tại et Lê Nguyên Chí. Tous les cinq ont été emprisonnés. 